# Magnus Stuart
Carl Magnus Edwardsson Stuart, född 16 juni 1952 i Turinge församling i Stockholms län, är en svensk politiker (moderat). Han var ordinarie riksdagsledamot 2021–2022 för Södermanlands läns valkrets.
Stuart utsågs till ordinarie riksdagsledamot från och med 1 februari 2021, sedan Lotta Finstorp avsagt sig uppdraget efter att blivit utsedd till landshövding. I riksdagen var han suppleant i kulturutskottet.
Han är kommunpolitiskt aktiv i Strängnäs kommun, där han tidigare varit ordförande i Miljö- och samhällsbyggnadsnämnden.